# Ib Schønberg
Ib Schønberg (23 de octubre de 1902 – 24 de septiembre de 1955) fue un popular actor teatral y cinematográfico de nacionalidad danesa. 
Durante un cuarto de siglo, especialmente en el cine y en la revista, se hizo una figura muy querida del público, siendo también presentador y organizador de eventos benéficos y concediendo con frecuencia entrevistas a los medios para hablar de sus ideas y de sus compromisos.

## Biografía
Su nombre completo era Ib Christian Albert von Cotta Schønberg, y nació en Copenhague, Dinamarca, siendo sus padres era ayudante de farmacia Even Frederik Johannes Schønberg (1852-1915) y su esposa, Christiane Nielsine Østrup (1860-1953). Primo del actor Birger von Cotta-Schønberg, estudió comercio, graduándose en 1918. 
Fascinado por el teatro, tras su graduación ingresó en el Sønderborg Teater. En marzo de 1924 Ib Schønberg se casó con la actriz Lisbeth Hammer, a la que había conocido en la compañía del Gerda Christophersens Teater. Nueve meses después de su boda tuvieron a su único hijo, Bent.
Schønberg debutó en el otoño de 1919 como el viejo conde en la obra Herren ser dine veje, representada en el Sønderborg Teater con Holger Rasmussen. Al siguiente año actuó por vez primera en Copenhague en el Sønderbro Teater con "Den sorte panter". En la década de 1920 actuó en giras con las compañías teatrales de Gerda Christophersen y Otto Jacobsen. Mostró su talento cómico en la Apollo-revyerne y en el Cirkusrevyen (que también dirigió durante tres temporadas al final de su carrera), protagonizando comedias, operetas y obras teatrales en locales como el Det Ny Teater (codirigido por él en 1934-37) y el Nørrebros Teater. Durante unos años a partir de 1945 dirigió su propio Cirkus Ib en el Fælledparken. Su gran oportunidad como actor serio fue la obra de Carl Erik Soya Hvem er jeg?.
Schønberg debutó en el cine mudo en 1922 con un papel menor en la cinta de Benjamin Christensen Heksen. Después hizo otros dos pequeños papeles en Filmens helte (1928) y Pas paa Pigerne (1930).
Schønberg actuó en 111 películas sonoras, lo cual le dio a conocer al gran público. En la década de 1930 se hizo un actor muy popular, consiguiendo grandes éxitos con papeles de comedia como en Panserbasse (1936) y Biskoppen (1944). 
Aprovechó su talento y su fama para apoyar en 1936 la campaña socialdemócrata a las elecciones municipales, interpretando a Basse en el film propagandístico Danmark for Folket, en el cual representaba el sentir socialdemócrata en oposición al distante mundo comunista con la figura de Arthur Jensen.
Desempeñó papeles cruciales en cinco populares películas basadas en escritos de Morten Korch en 1950-1953, a menudo el tío o amigo paternal del protagonista. Además fue el padre viudo en las dos primeras películas de la serie Far til fire, estrenadas en 1953 y 1954. 
Schønberg también tuvo papeles más complejos, especialmente en melodramas sociales de los años 1940 y años 1950. Destacan sus actuaciones en Ta', hvad du vil ha' (1947), Café Paradis (1950), Diskret Ophold (1946), Tre år efter (1948) y Det sande ansigt (1951), todas las cuales mostraron su talento dramático.
La fama de Schønberg quedó evidenciada cuando actuó en todas las películas rodadas en su país durante el año 1949. Además, en sus últimos seis años trabajó en no menos de 60 largometrajes. Efectuó toda su carrera cinematográfica con producciones danesas y algunas noruegas y suecas. En 1940 le ofrecieron encarnar a Martín Lutero en una producción rodada en Hollywood, pero declinó la oferta.
Ib Schønberg falleció en Skodsborg, Dinamarca, en el año 1955, a los 52 años de edad, a causa de una neumonía. Sus restos fueron incinerados y depositados en el columbario del Cementerio Bispebjerg.

## Honores
- 1948 : Premio Bodil al mejor actor secundario por su papel en la película Ta', hvad du vil ha'.
- 1951 : Premio Bodil al mejor actor secundario por Café Paradis.

## Filmografía
- 1922 : Häxan, de Benjamin Christensen
- 1930 : Hr. Tell og søn, de Lau Lauritzen Sr.
- 1933 : De blaa drenge, de George Schnéevoigt
- 1933 : Københavnere, de Lau Lauritzen Sr.
- 1934 : Ud i den kolde sne, de Alice O'Fredericks y Lau Lauritzen Sr.
- 1934 : Barken Margrethe af Danmark, de Lau Lauritzen Sr.
- 1934 : København, Kalundborg og - ?, de Ludvig Brandstrup y Holger Madsen
- 1935 : Week-End, de Alice O'Fredericks y Lau Lauritzen Jr.
- 1935 : Provinsen kalder, de Lau Lauritzen Sr.
- 1935 : Kidnapped, de Lau Lauritzen Jr. y Alice O'Fredericks
- 1935 : Bag Københavns kulisser, de Arne Weel
- 1936 : Snushanerne, de Lau Lauritzen Jr. y Alice O'Fredericks
- 1936 : Panserbasse, de Lau Lauritzen Jr. y Alice O'Fredericks
- 1936 : Giftes - nej tak, de Lau Lauritzen Sr. y Holger Madsen
- 1937 : Flådens blå matroser, de Jon Iversen
- 1937 : Inkognito, de Valdemar Lauritzen
- 1937 : Plat eller krone, de Jon Iversen
- 1939 : En lille tilfældighed, de Johan Jacobsen
- 1939 : I dag begynder livet, de Lau Lauritzen Jr. y Alice O'Fredericks
- 1940 : Pas på svinget i Solby, de Lau Lauritzen Jr. y Alice O'Fredericks
- 1940 : En ganske almindelig pige, de Lau Lauritzen Jr. y Alice O'Fredericks
- 1940 : Familien Olsen, de Lau Lauritzen Jr. y Alice O'Fredericks
- 1941 : Frøken Kirkemus, de Lau Lauritzen Jr. y Alice O'Fredericks
- 1941 : Tag til Rønneby kro, de Alice O'Fredericks y Jon Iversen
- 1941 : Far skal giftes, de Lau Lauritzen Jr.
- 1941 : Niels Pind og hans dreng, de Axel Frische
- 1942 : Søren Søndervold, de Lau Lauritzen Jr.
- 1942 : Afsporet, de Bodil Ipsen y Lau Lauritzen Jr.
- 1942 : En herre i kjole og hvidt, de Bodil Ipsen
- 1942 : Lykken kommer, de Emanuel Gregers
- 1942 : Tyrannens fald, de Alice O'Fredericks y Jon Iversen
- 1942 : Frøken Vildkat, de Lau Lauritzen Jr. y Alice O'Fredericks
- 1943 : Op med humøret, de Ole Berggreen
- 1943 : En pige uden lige, de Lau Lauritzen Jr.
- 1943 : Det ender med bryllup, de Lau Lauritzen Jr.
- 1943 : Hans onsdagsveninde, de Lau Lauritzen Jr. y Alice O'Fredericks
- 1944 : Biskoppen, de Emanuel Gregers
- 1944 : Otte akkorder, de Johan Jacobsen
- 1944 : Elly Petersen, de Alice O'Fredericks y Jon Iversen
- 1944 : Teatertosset, de Alice O'Fredericks
- 1944 : Frihed, lighed og Louise, de Lau Lauritzen Jr.
- 1944 : Mordets melodi, de Bodil Ipsen
- 1945 : De kloge og vi gale, de Lau Lauritzen Jr. y Alice O'Fredericks
- 1945 : Man elsker kun een gang, de Emanuel Gregers
- 1945 : Panik i familien, de Lau Lauritzen Jr. y Alice O'Fredericks
- 1945 : Affæren Birte, de Lau Lauritzen Jr. y Alice O'Fredericks
- 1946 : Jeg elsker en anden, de Lau Lauritzen Jr. y Alice O'Fredericks
- 1946 : Hans store aften, de Svend Rindom
- 1946 : Diskret ophold, de Ole Palsbo
- 1947 : Ta', hvad du vil ha', dde Ole Palsbo
- 1947 : Calle og Palle, de Rolf Husberg
- 1947 : Røverne fra Rold, de Lau Lauritzen Jr.
- 1947 : Familien Swedenhielm, de Lau Lauritzen Jr.
- 1947 : Lise kommer til byen, de Lau Lauritzen Jr. y Alice O'Fredericks
- 1947 : Mani, de Jens Henriksen y Holger Gabrielsen
- 1948 : Tre år efter, de Johan Jacobsen
- 1948 : Mens porten var lukket, de Asbjørn Andersen
- 1948 : Hvor er far?, de Charles Tharnæs
- 1949 : Vi vil ha' et barn, de Lau Lauritzen Jr. y Alice O'Fredericks
- 1949 : Lejlighed til leje, de Emanuel Gregers
- 1949 : John og Irene, de Asbjørn Andersen
- 1949 : Kampen mod uretten, de Ole Palsbo
- 1949 : Den stjålne minister, de Emanuel Gregers
- 1949 : Det hændte i København, de Stig Lommer
- 1949 : Det gælder os alle, de Svend Rindom
- 1949 : For frihed og ret, de Svend Methling
- 1950 : De røde heste, de Alice O'Fredericks y Jon Iversen
- 1950 : I gabestokken, de Leck Fischer
- 1950 : Mosekongen, de Alice O'Fredericks y Jon Iversen
- 1950 : Din fortid er glemt, de Charles Tharnæs
- 1950 : Den opvakte jomfru, de Alice O'Fredericks
- 1950 : Lynfotografen, de Mogen Fønss
- 1950 : Susanne, de Torben Anton Svendsen
- 1950 : Café Paradis, de Lau Lauritzen Jr. y Bodil Ipsen
- 1950 : Historien om Hjortholm, de Asbjørn Andersen, Poul Bang y Annelise Reenberg
- 1951 : Fodboldpræsten, de Alice O'Fredericks
- 1951 : Fireogtyve timer, de Asbjørn Andersen y Annelise Reenberg
- 1951 : Vores fjerde far, de Jon Iversen
- 1951 : Det sande ansigt, de Lau Lauritzen Jr. y Bodil Ipsen
- 1951 : Fra den gamle købmandsgård, de Annelise Reenberg y Svend Methling
- 1951 : Bag de røde porte, de Jens Henriksen y Asbjørn Andersen
- 1951 : Det gamle guld, de Alice O'Fredericks y Jon Iversen
- 1951 : Lyntoget, de Aage Wiltrup
- 1951 : Hold fingrene fra mor, de Jon Iversen
- 1951 : Mød mig på Cassiopeia, de Torben Anton Svendsen
- 1951 : Unge piger forsvinder i København, de Paul Sarauw
- 1951 : Dorte, de Jon Iversen
- 1952 : Ta' Pelle med, de Jon Iversen
- 1922 : Det store løb, de Alice O'Fredericks
- 1952 : Vi arme syndere, de Erik Balling y Ole Palsbo
- 1952 : Kærlighedsdoktoren, de Asbjørn Andersen
- 1952 : Avismanden, de Jon Iversen
- 1952 : Rekrut 67 Petersen, de Poul Bang
- 1952 : Husmandstøsen, de Alice O'Fredericks
- 1953 : Min søn Peter, de Jon Iversen
- 1953 : Sønnen, de Torben Anton Svendsen
- 1953 : Hejrenæs, de Svend Methling
- 1953 : Far til fire, de Alice O'Fredericks
- 1953 : Ved Kongelunden, de Poul Bang
- 1953 : Vi som går køkkenvejen, de Erik Balling
- 1953 : Den gamle mølle på Mols, de Annelise Reenberg
- 1953 : Fløjtespilleren, de Alice O'Fredericks
- 1953 : Kriminalsagen Tove Andersen, de Sven Methling y Aage Wiltrup
- 1954 : Far til fire i sneen, de Alice O'Fredericks
- 1954 : Hendes store aften, de Annelise Reenberg
- 1954 : Kongeligt besøg, de Erik Balling
- 1954 : I kongens klær, de Poul Bang
- 1954 : Jan går til filmen, de John Hilbert y Torben Anton Svendsen
- 1954 : Arvingen, de Alice O'Fredericks y Jon Iversen
- 1954 : En sømand går i land, de Lau Lauritzen Jr.
- 1955 : Blændværk, de Johan Jacobsen
- 1955 : Bruden fra Dragstrup, de Annelise Reenberg
- 1955 : Gengæld, de Peer Guldbrandsen